# Єрусалимово
Єрусали́мово (болг. Йерусалимово) — село в Хасковській області Болгарії. Входить до складу общини Любимець.

## Населення
За даними перепису населення 2011 року у селі проживали 117 осіб.
Національний склад населення села:
| Національність   | Кількість осіб | Відсоток |
| ---------------- | -------------- | -------- |
| болгари          | 111            | 94,9%    |
| цигани           | 5              | 4,3%     |
| турки            | 0              | 0%       |
| Всього відповіли | 117            |          |

Розподіл населення за віком у 2011 році:
Динаміка населення: